# Miljö- och Vänsterlistan i Gnosjö
Miljö- och Vänsterlistan i Gnosjö (MVG) var en lokal samverkan mellan Miljöpartiet de gröna och Vänsterpartiet i valet till kommunfullmäktige i Gnosjö kommun. Denna samverkan inleddes till valet 2006.
MVG fick ett mandat vid valet 2006 med föll ur kommunfullmäktige 2010. Inför valet 2014 upplöstes samarbetet och de två partierna satsade på egna listor.